# 布兰德福德街站
布兰德福德街站（英語：Blandford Street station）是马萨诸塞湾交通局运营的轻轨绿线B支线车站。车站位于联邦大道中央隔离带上，在西爾伯路和联邦大道交汇路口，离肯莫尔广场大约两个街区，这里是波士顿大学校园最东边。车站由两座侧式站台组成，绿线在肯莫尔站分裂成三条支线后B支线的第一站。
据马萨诸塞湾交通局2014年统计，布兰德福德街站的繁忙程度在B支线地表车站中排名第七，工作日日均客流量为1540人。2003年交通局将部分绿线地表车站站台升高以提供无障碍环境，但是布兰德福德街站并不在改造名单内，车站不支持无障碍乘车。

## 历史

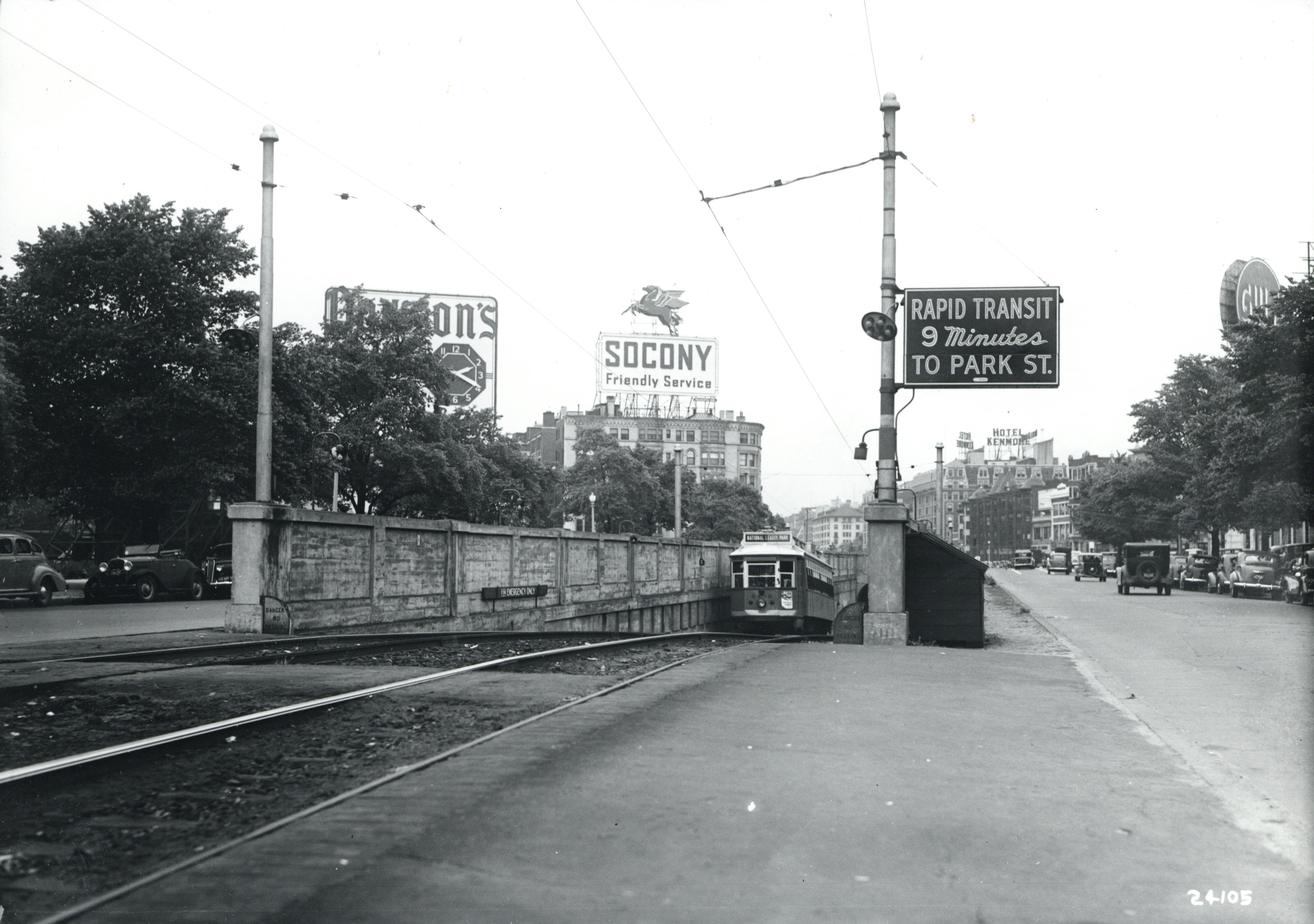
1943年，一辆有轨电车从布兰德福德街隧道出入口驶出。

联邦大道线最初是纯地表有轨电车，线路于1896年开始运营，后来改为波士顿轻轨绿线A支线。1914年10月3日， 博伊尔斯顿街地铁隧道开通，隧道一直通向肯莫尔广场东部的肯莫尔隧道入口。有轨电车经由此隧道入口可以驶向特里蒙特街地铁隧道到达公园街站。1932年10月肯莫尔站建成，布兰德福德街站与肯莫尔站之间修建了现今的布兰德福德街隧道入口。
2012年6月，波士顿大学购买了布兰德福德街、康明顿街和欣斯代尔街使用权，将它们改造成了步行街。2012年7月30日，波士顿大学将这几条路封闭，禁止大部分机动车同行，并将布兰德福德街改名为布兰德福德步行街。由于布兰德福德街已不复存在，车站名称与时代脱节，但是布兰德福德街站作为车站名保留了下来。

### 袋状轨

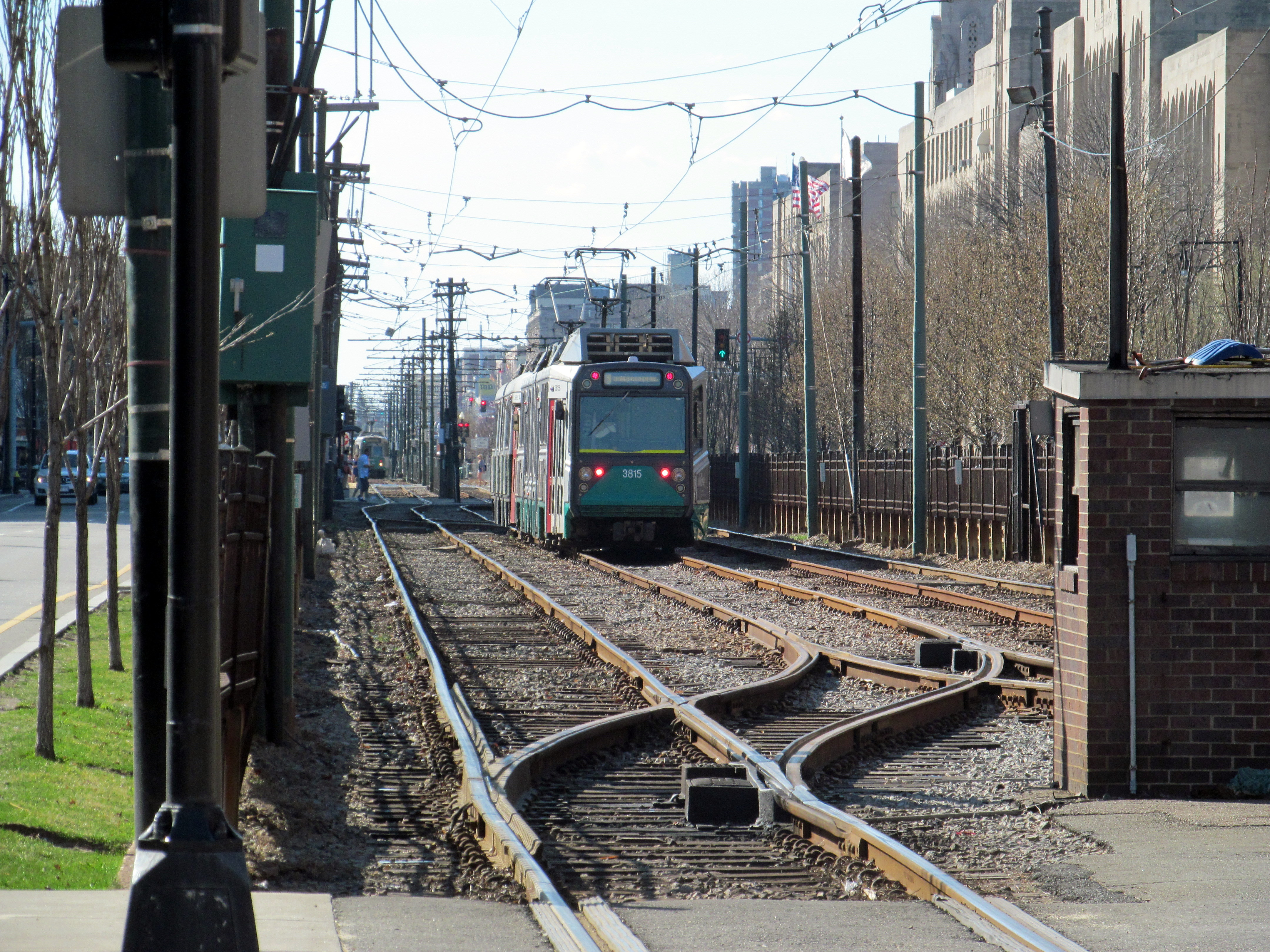
一列有轨电车在袋状轨上等待

车站西边，布兰德福德步行街和格兰比街之间有一段袋狀軌。C支线和D支线都没有类似的袋状轨，所以布兰德福德袋状轨是绿线西侧支线上主要的临时驻车铁轨，可以在不影响绿线的正常运营下，停靠多辆列车。
这个袋状轨通常在日间供列车短暂停留，或在夜间长期驻车。有时候也用来暂时停靠鼓掌列车。芬威球场举行波士顿红袜队比赛或其他重大赛事时，交通局会在袋状轨预先准备很多临时列车，比赛结束后加开班次以疏散大量观众。2011年4月9日，交通局尝试在此停靠一辆四节列车组成的赛后专车。
除此以外，该袋状轨还能作为短期服务调头点使用。当支线维护、事故或由于天气原因停运时，列车可以在此调头回到隧道中继续运行。1977年1月1日起用后，袋状轨被越来越多的用于此类用途。1982年7月24日至9月10日期间，C支线关闭维护时，C支线列车在此调头。1985年12月28日，由于E支线关闭维护，E支线改成往返于布兰德福德站和莱希米尔站。